# الأكاديمية اليابانية للعلوم
الأكاديمية اليابانية للعلوم (بالإنجليزية: Japan Academy)‏ هي أكاديمية علوم، تأسست في 1878، في اليابان.